# Samostan Fontevraud
Kraljevi samostan Naše Gospe Fontevraud ali Fontevrault (v francoščini abbaye de Fontevraud) je bil samostan v občini Fontevraud-l'Abbaye, blizu Chinona, v nekdanji francoski vojvodini Anjou. Leta 1101 ga je ustanovil potujoči pridigar Robert iz Arbrissla. Fundacija je cvetela in postala središče novega meniškega reda, reda Fontevraud. Ta red je bil sestavljen iz dvojnih samostanov, v katerih so skupnost sestavljali moški in ženske - v ločenih prostorih samostana - vsi pa so bili podrejeni opatinji Fontevraud. Samo samostan Fontevraud so sestavljale štiri ločene skupnosti, ki jih je vse vodila ista opatinja.
Prve stalne stavbe so bile zgrajene med letoma 1110 in 1119. Območje, kjer je samostan, je bilo takrat del tega, kar se včasih imenuje Anžujski imperij. Angleški kralj Henrik II., njegova žena Eleonora Akvitanska in njun sin kralj Rihard I. Levjesrčni so bili tukaj pokopani ob koncu 12. stoletja. Med francosko revolucijo je bil zasežen in ukinjen kot samostan.
Samostan stoji v dolini Loare, ki je na Unescovem seznamu svetovne dediščine, med Chalonnes-sur-Loire in Sully-sur-Loire znotraj francoskega regionalnega naravnega parka Loire-Anjou-Touraine (Parc naturel régional Loire-Anjou-Touraine).
Kompleks samostanskih stavb je od leta 1804 do 1963 služil kot zapor. Od leta 1975 je v njem kulturni center Centre Culturel de l'Ouest.

## Zgodovina

### Ustanovitelj
Robert iz Arbrissla je služil kot nadduhovnik škofije Rennes in izvajal reformistično agendo njenega škofa. Ko je leta 1095 škof umrl, je bil Robert zaradi sovražnosti lokalne duhovščine izgnan iz škofije. Nato je postal puščavnik v gozdu Craon, kjer je živel v strogi pokori, skupaj s številnimi drugimi možmi, ki so nato ustanovili glavne samostanske ustanove. Njegova zgovornost in asketizem sta privabili številne privržence, za katere je leta 1096 ustanovil samostan redovnih kanonikov v La Roë, katerega prvi opat je bil. Istega leta ga je papež Urban II. poklical v [fAngers]] in ga imenoval za apostolskega misijonarja ter ga pooblastil, da lahko pridiga kjer koli. Njegovo oznanjevanje je privabilo velike množice predanih sledilcev, moških in žensk, celo gobavcev. Posledično je veliko mož želelo sprejeti redovniško življenje in poslal jih je v svoj samostan. Ko so kanoniki te hiše nasprotovali dotoku kandidatov nižjih družbenih slojev, je odstopil s položaja in zapustil skupnost.

### Fontevraud
Okrog leta 1100 so se Robert in njegovi privrženci naselili v dolini, imenovani Fons Ebraldi, kjer je ustanovil samostansko skupnost. Sprva so moški in ženske živeli skupaj v isti hiši, v starodavni asketski praksi, imenovani Syneisaktism. Cerkvene oblasti so to prakso na široko obsodile in pod pritiskom se je skupnost kmalu ločila glede na spol, pri čemer so menihi živeli v majhnih samostanih, kjer so živeli v skupnosti v službi nun in pod njihovim vodstvom. Nekaj pred letom 1106 je Fulk IV., grof Anžujski, dal opatiji pomembno lastninsko darilo.
Kot versko skupnost so jih priznali leta 1106 tako angerski škof kot papež Pashal II. Robert, ki je kmalu nadaljeval potujoče oznanjevalsko življenje, je imenoval opatinjo Hersende iz Šampanje za vodenje skupnosti. Kasneje je bila njena pomočnica Petronilla iz Chemilléja leta 1115 izvoljena za prvo opatinjo.
Robert je za skupnost napisal kratko Življenjsko pravilo, ki je temeljila na Pravilu sv. Benedikta. Za razliko od drugih meniških redov, za katere so značilni dvojni samostani, so menihi in nune reda Fontevrault sledili istemu pravilu. V svojem Pravilu je Robert obravnaval štiri glavne točke: molk, dobra dela, hrano in obleko, pri čemer je čim bolj spodbujal preprostost življenja in oblačenja. Naročil je, da opatinja nikoli ne sme biti izbrana izmed tistih, ki so bile vzgojene v Fontevraultu, ampak naj bo nekdo, ki ima izkušnje s svetom (de conversis sororibus). Ta zadnja prepoved je bila upoštevana samo v primeru prvih dveh opatinj in jo je leta 1201 preklical papež Inocenc III. V času Robertove smrti leta 1117 je bilo v skupnosti okoli 3000 redovnic.
V prvih letih so bili Plantageneti veliki dobrotniki samostana in medtem ko je bila opatinja Isabella d'Anjou, je vdova kralja Henrika II., Eleonora Akvitanska, samostan določila za svoje prebivališče. Opatinja Louise de Bourbon je pustila svoj grb pri številnih spremembah stavbe samostana, ki jih je naredila v času svojega mandata.

### Nazadovanje
S prenehanjem rodbine Plantagenet so Fontevrault in njegove odvisnosti začeli doživljati težke čase. Konec 12. stoletja se je opatinja Fontevraulta, Matilda Flandrska (1189–1194), pritoževala nad skrajno revščino, v kateri je samostan trpel. Posledično je bilo leta 1247 nunam dovoljeno prejemati dediščino za zagotavljanje dohodka za svoje potrebe, kar je v nasprotju z meniškimi običaji. Krhko gospodarsko osnovo reda je še poslabšalo opustošenje stoletne vojne, ki je trajala vse 14. stoletje. Kanonična vizitacija petdesetih priorjev reda leta 1460 je pokazala, da je večina komaj zasedena, če ne zapuščena.

### Ukinitev in kasnejša zgodovina
Med francosko revolucijo je bil red ukinjen. Novembra 1789 je bilo vse premoženje katoliške cerkve razglašeno za last naroda. 17. avgusta 1792 je revolucionarni odlok odredil evakuacijo vseh samostanov, ki naj bi bila dokončana do 1. oktobra 1792. Takrat je bilo v Fontevraudu še vedno okoli 200 nun in majhna skupnost menihov. Zadnja opatinja, Julie Sophie Charlotte de Pardaillan d'Antin, naj bi leta 1797 umrla v revščini v Parizu. Leta 1804 je opatija postala zapor.
Zapor je bil načrtovan za 1000 zapornikov, nekdanji samostan pa je zahteval velike spremembe, vključno z novimi barakami poleg preoblikovanja samostanskih stavb v spalnice, delavnice in skupne prostore. Zaporniki – moški, ženske in otroci – so začeli prihajati leta 1814. Sčasoma je bilo v njem okoli 2000 zapornikov, zaradi česar je zapor pridobil sloves »najtežjega v Franciji po Clairvauxu« (prav tako nekdanji samostan). Politični zaporniki so bili izpostavljeni najtežjim razmeram. Pod višijevsko vlado so tam ustrelili nekaj francoskih odporniških ujetnikov.
Leta 1963 je bil predan francoskemu ministrstvu za kulturo in izvedena je bila večja obnova. Leta 1975 je bil ustanovljen Center Culturel de l'Ouest, da bi ohranil samostan in ga promoviral kot kulturno prizorišče. Kompleks je bil odprt za javnost leta 1985. Obnova samostanske cerkve po prejšnji obnovi pod vodstvom arhitekta Luciena Magneja je bila zaključena leta 2006.
Red je obudila gospa Rose leta 1806 kot samo za ženske in po spremenjenem pravilu. 

## Arhitektura

### Cerkev
Samostansko cerkev sestavljajo [[kor (arhitektura)|kor]g, ladja, transept s stolpom nad križnim kvadratom in zahodno pročelje z dvema manjšima, nedostopnima stolpoma. Pri obnovi zunanjih sten so romanske kamnoseške rezbarije, ki so jih sestavljali predvsem kapiteli in frizi, na posebej dotrajanih mestih zamenjali z novimi v romanskem slogu, ne da bi v celoti zamenjali staro substanco.
Sedanje stanje notranjosti je tudi posledica temeljite obnove. Cerkvena stavba je bila poškodovana že med francosko revolucijo. Pod Napoleonom je samostan postal zapor in, nenavadno, ostal tako do leta 1963. Od leta 1821 so v cerkev potegnili štiri strope in uredili delavnice in spalnice; ta dela so privedla do rušenja kupol in povečanja vitražev na severu, kar je bilo med obnovo vrnjeno.
Razen šilastih transeptnih oken sodi cerkev v obdobje romanike. Kor je bil zgrajen med letoma 1106 in 1117 pod vodstvom priorice Hersendis iz Šampanje in ga je leta 1119 posvetil papež Kalist II. Po svoji preprostosti je podobna romanskim cerkvam v regiji Loire. V njem je kenotaf ustanovitelja samostana Roberta iz Arbrissla, katerega asketski duh je oblikoval stavbo. Kor ima stebrišče, podobno stebrišču Notre Dame la Grande v Poitiersu, vendar z izrazitejšo navpično delitvijo. Tam ima galerija nakazan žlebast obok s povezavami s kapelami, tik nad arkado pa se začenjata sod in polkupola notranjega kora. V Fontrevaudu banjast obok ambulatorija prekriva grebene pristavke kapele in ima pasne loke. V notranjem koru sta triforij in svetlobno nadstropje nad arkado.
Banjasti oboki transepta so značilni za romanski slog jugozahodne Francije.
Bazilikalna ladja bi se dejansko ujemala z bazilikalnim korom. Namesto nje je bila izbrana enoladijska ladja, zgrajena od leta 1125, z obokom štirih visečih kupol. To vrsto gradnje je mogoče najti v več cerkvah v jugozahodni Franciji in izvira iz bizantinskih modelov. Ko je bila ladja leta 1160 dokončana, je razvoj sloga že napredoval; stolnica v Angersu, ki so jo gradili od leta 1148 dalje, ima podoben tloris z rebrastimi oboki namesto nestrukturiranih kupol in zato velja za prvo veliko stavbo anžujskega gotskega sloga.
Za absorpcijo bočnega potiska so stene zgrajene iz dveh lupin (tukaj ne v smislu toplotne izolacije); Pred okensko steno so postavljeni zidani slopi, ki so prebiti s pohodom. To vrsto konstrukcije najdemo tudi v romanskih bazilikah v Normandiji in v številnih zgodnjih gotskih cerkvah zunaj Francije. Vsak slop ima na treh straneh parne služnike ali polstebre. To obliko stebra lahko razumemo kot posebno varianto križnega stebra. Kapiteli pripadajo poznoromanskemu slogu jugozahodne Francije, tako po izbiri motivov kot po izvedbi, kot je na primer v stolnici v Angoulêmu, pa tudi v cerkvi sv. Eutrope in Abbaye aux Dames v Saintes.
- Zahodna fasada
- Apsida
- Notranjost ladje
- Pogled na kor, ambulatorij in korno kapelo

### Križni hodnik
- Panorama, ročno sestavljena s photoshopom iz štirih posameznih slik.
- Cloître du Grand-Moûtier

### Kapiteljska dvorana
- Vhod v kapiteljsko dvorano
- Renesančni obočni slog portala kapitlja. Bodite pozorni na okronani L, simbol Louise de Bourbon.

### Romanska kuhinja
Kot redka izjema se je v Fontevraudu ohranila stavba kuhinje v romanskem slogu. Tloris stavbe je osmerokotnik – tako kot krstilnica –, tudi kuhinjski obok je zaradi prefinjenega ugnezdenja geometrijskih likov postal osmerostran. Kamnita kuhinja ni bila zgrajena le zaradi požarne zaščite, ampak tudi zaradi reprezentativnosti. Kuhinja, ki je tik za refektorijem, je s svojimi kapiteli v obliki kron poudarjala čin celotnega samostana kot kraljeve opatije.
Zaradi ugnezdenosti objekta so v stenah oblikovane niše, ki so služile kot ognjišča. Pogled neposredno v nenavaden in visok obok pokaže precej zapleteno konstrukcijo za kuhinjo. Tudi v tem navidezno povsem funkcionalnem objektu ni bila pozornost posvečena le čisti izdelavi, ampak tudi numeričnim simbolom. V visokih obokih so odprtine za dim iz ognjišč in za hlape pripravljenih jedi. Streha je kamnita v anžujskem romanskem slogu in ima obliko borovega stožca.
- Romanska kuhinja
- Odprtine za dimnike v kupoli kuhinje; najnižji kapitel ima obliko krone.

## Zanimivosti
V opatiji so bili prvotno grobovi angleškega kralja Henrika II., njegove žene Eleonore Akvitanske, njunega sina angleškega kralja Riharda I., njune hčerke Joan, njunega vnuka Raymonda VII. Toulouškega in Isabelle Angoulêmske, žene Henrika in Eleonorin sin kralj Ivan Brez dežele. Vendar na tem mestu ni nobene telesne prisotnosti Henrika, Eleonore, Riharda ali drugih. Njihovi ostanki so bili verjetno uničeni med francosko revolucijo. Trupla francoskih monarhov so bila prav tako odstranjena iz bazilike St. Denis leta 1793 na ukaz francoske vlade.
Tukaj je odraščala Henriette Louise de Bourbon, vnukinja Ludvika XIV. in gospe de Montespan. Tu je pokopana tudi francoska princesa Thérèse, hči Ludvika XV.

## V popularni kulturi
Jean Genet je opisal izkušnje tridesetletnega zapornika v Fontevraudu v svojem napol avtobiografskem romanu Miracle de la rose, čeprav ni dokazov, da je bil Genet sam tam kdaj zaprt.
La Cage aux Rossignols (Kletka slavčkov), francoski film, ki je bil izdan leta 1945, je bil posnet v samostanu.